# Lavit
Lavit (auch: Lavit-de-Lomagne; okzitanisch: La Vit) ist eine französische Gemeinde mit 1.606 Einwohnern (Stand: 1. Januar 2022) im Département Tarn-et-Garonne in der Region Okzitanien. Sie gehört zum Arrondissement Castelsarrasin und zum Kanton Garonne-Lomagne-Brulhois (bis 2015: Kanton Lavit). Die Einwohner werden Lavitois genannt.

## Geographie
Lavit liegt etwa 57 Kilometer nordwestlich von Toulouse in der Lomagne. Umgeben wird Lavit von den Nachbargemeinden Castéra-Bouzet im Norden, Asques im Norden und Nordosten, Saint-Arroumex im Nordosten, Gensac im Osten, Esparsac im Südosten, Maumusson im Süden, Montgaillard im Südwesten sowie Balignac und Puygaillard-de-Lomagne im Westen.

## Bevölkerungsentwicklung
| Jahr                      | 1962 | 1968 | 1975 | 1982 | 1990 | 1999 | 2006 | 2013 |
| Einwohner                 | 1079 | 1078 | 1263 | 1432 | 1612 | 1570 | 1538 | 1534 |
| Quelle: Cassini und INSEE |      |      |      |      |      |      |      |      |